# チャンギ・エアポート駅
チャンギ・エアポート駅（Changi Airport Station）は、シンガポールにある、MRT東西線のチャンギ空港支線の地下駅。

## 概要
シンガポール・チャンギ国際空港のターミナル2、3の地下に位置している。空港にあるためホームでフライト情報が見られるなどの工夫がされている。この駅から次の駅であるエキスポまではMRTにおいては駅間が長い方であり、所要時間は約6分である。当駅を発着する全ての電車はタナ・メラ駅との間の支線内を単純往復で運行しているため、タナ・メラ駅以遠に移動する必要がある旅客は、2駅先の終点、タナ・メラ駅で各方面に乗換えとなる。タナ・メラ駅では、島型ホーム２つの中線へ入線し両側の扉を開けるため、乗り換えに際しては平面乗り換えが可能となるよう配慮されている。

## 歴史
- 2002年2月8日 Exit A 開業
- 2007年11月12日 Exit B オープン

## 駅構造
島式1面2線のホームを持つ駅で、すべての車両が駅構内折り返し。スクリーンドアが採用されている。改札とホームが同じ階に設置されている。
| 2階                                                                                 | 出発ロビー                | ターミナル2と3への出口、ターミナル1まで走るスカイトレイン                                   |
| 1階                                                                                 | 到着ロビー                | ターミナル2と3への出口                                                                      |
| C コンコース                                                                        | コンコース                | チャンギ空港バスターミナル、バジェット・ターミナル、ターミナル2と3の橋、ターミナル3への出口 |
| P ホーム                                                                            |                           |                                                                                             |
| 改札口、自動券売機、駅長事務室、トランシットリンク・カウンター(Transitlink Counter) |                           |                                                                                             |
| A ホーム                                                                            | 東西線 EW4 タナ・メラ (←) |                                                                                             |
| 島式ホーム、A ホームでは出口は左側、B ホームでは左側                                |                           |                                                                                             |
| B ホーム                                                                            | 東西線 EW4 タナ・メラ (←) |                                                                                             |

## 出口
2002年2月8日 に開通した当初はExit Aのみだったが、2007年11月12日にターミナル3が開業したのに併せExit Bができた。
- Exit A - ターミナル2
- Exit B - ターミナル3

## 駅周辺
- シンガポール・チャンギ国際空港
  - DON DON DONKI Jewel Changi Airport店（2022年12月20日オープン[2]）